# جون مك فاي
جون مك فاي (بالإنجليزية: John McVeigh)‏ هو مدرب كرة قدم ولاعب كرة قدم بريطاني في مركز الوسط، ولد في 25 يناير 1957 في کوتبريج ‏ في المملكة المتحدة. لعب مع نادي أردريونيانز ونادي فالكيرك ونادي كلايد ونادي كيلمارنوك وهاميلتون أكاديميكال.